# 先锋型内燃机车
先锋型内燃机车是中国戚墅堰机车车辆厂曾计划试制但未能投产的一款液力传动调车内燃机车。1950年代，中国开始踏上铁路牵引动力内燃化和发展国产内燃机车的道路。1956年8月，由中国铁道科学研究院编制的中国首个铁路科技发展规划——《1956年—1967年铁道科学技术发展远景规划》在全国铁道科学工作会议上讨论通过，指出“技术政策的中心环节是牵引动力改革，要迅速地、有步骤地由蒸汽机车转到电力机车和内燃机车上去”。1958年起，在大跃进运动形势的推动下，铁道部各主要机车制造和修理工厂纷纷掀起“争取生产内燃机车”的热潮。1959年，戚墅堰机车车辆工厂在成功研制先行型柴油机车之后，开始与大连热力机车研究所和上海交通大学合作设计1000马力液力传动调车柴油机车，并称之为先锋型柴油机车。三年困难时期期间，根据中共中央“调整、巩固、充实、提高”的方针，虽然戚墅堰工厂已准备投料生产先锋型柴油机车，但仍被迫中止试制。

## 参看
- 先行型内燃机车
- 建设型内燃机车
- 巨龙型内燃机车
- 卫星型内燃机车